# Isba Pogodinskaïa

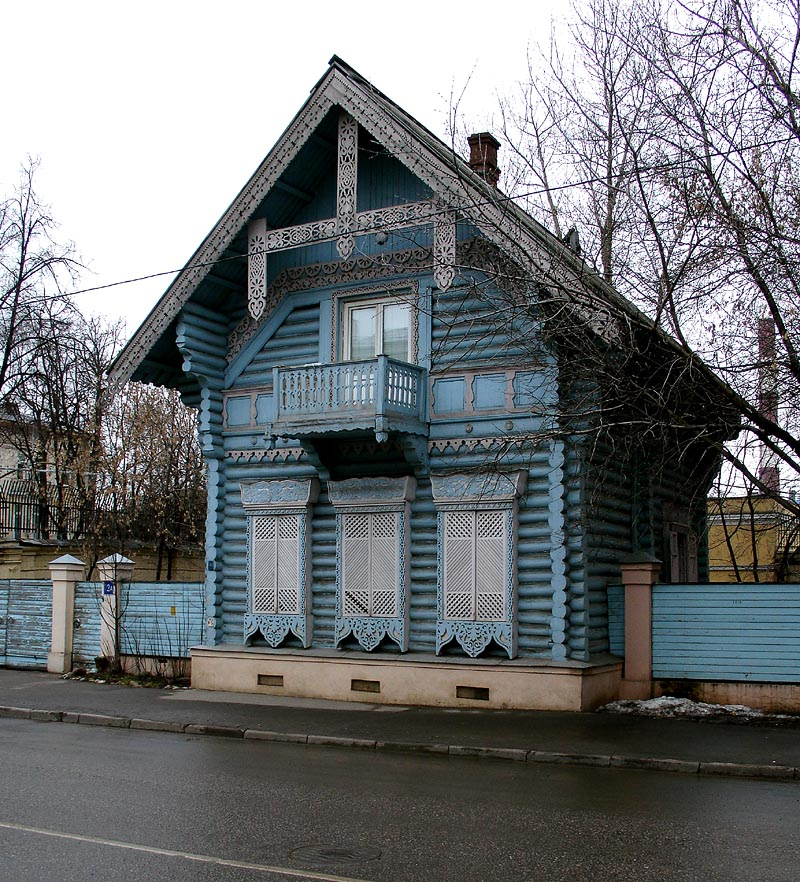
Isba Pogodinskaïa

L' isba Pogodinskaïa (en langue russe: Погодинская изба) est une petite maison historique située rue Pagodine, 12А , à Moscou. Elle a été construite en rondins de bois dans la tradition des maisons russes populaires pour son propriétaire, l'historien et collectionneur russe Mikhaïl Pogodine. 
Le terrain à construire est acquis dans le quartier de Moscou appelé Khamovniki par Pagodine en 1835. Au milieu du XIXe siècle, est construite une grande demeure où vécurent notamment Nicolas Gogol, Afanassi Fet.
L'isba est l'élément le plus décoratif de l'ensemble du domaine. Elle est construite par l'architecte Nikolaï Nikitin comme une des deux ailes de la maison du maître. Le petit bâtiment est une maison dont la structure est en rondins de bois disposant d'un étage bien éclairé. Elle est garnie de frises en bois sculptées comme de la broderie, les volets sont décorés de moucharabiehs. Certains chercheurs pensent que les dessins sculptés dans le bois ont été réalisées sur base de travaux de l'architecte Grigori Gagarine.
Au milieu du XIXe siècle, le style officiel russo-byzantin était rejeté par les esprits progressistes et des écrivains tels que Alexandre Herzen ou des critiques tels que Vladimir Stassov. Dès 1850, des recherches sont entreprises sur la tradition nationale russe et l'art national populaire, en ce compris l'architecture. Cette isba est un des premiers édifices réalisés dans le style national. L'architecte Nikitin tira son inspiration d'un voyage réalisé dans la région de la Volga.
Selon l'historien Andreï Ikonnikov cette isba est un peu trop théâtrale et ses proportions verticales sont exagérées.
On éprouve des difficultés à imaginer une maison populaire garnie d'une telle débauche d'ornements, .
Certains textes littéraires prétendent que cette isba servait de dépôt pour les collections de son propriétaire qui possédait de véritables pièces historiques. Mais il faut remarquer à ce propos, que dès 1852 l'isba est achetée par Nicolas Ier. Il est toutefois possible que ce fut une isba précédente qui servit d'entrepôt pour les précieuses collections de Pogodine.
Se souvenant de l'intérêt que portait le propriétaire slavophile à l'architecture et à l'art populaire le mécène et fermier général Vasili Kokorev finança cette "folie". 
C'est une maison peu banale dans le centre de Moscou et c'est là que Pogodine rassemblait ses amis slavophiles : Iouri Samarine, Alexeï Khomiakov, Fiodor Tchijov. Elle exerça une influence sur le développement de l'architecture russe, en servant de point de départ aux recherches d'Ivan Ropet sur le style néo-russe.
En 1941, à l'époque de la Seconde Guerre mondiale la maison principale du domaine est détruite par une bombe et l'isba est fortement endommagée. Cette dernière est toutefois restaurée en 1972 par l "Agence nationale russe de préservation des monuments historiques et culturels". Un bureau local moscovite de cette agence s'y installe et des conférences y sont organisées. 
Dans les années 1970 — 1980, l'isba fut à la disposition du musée public «Le Dit de la campagne d'Igor» sous la direction d'Igor Kobzev. Depuis 2014, elle sert de bureau à une entreprise de construction.